# Хохлатый мелофус
Хохлатый мелофус (лат. Emberiza lathami) — вид небольших воробьиных птиц из семейства овсянковых, обитающих в Южной и Юго-Восточной Азии. До 2021 года выделялся в одноимённый монотипический род (Melophus).
Хохлатого мелофуса можно встретить в Бангладеш, Бутане, Вьетнаме, Индии, Китае, Лаосе, Мьянме, Непале, Пакистане и Таиланде. Его природной средой обитания является субтропические и тропические сухие низменные луга.
МСОП присвоил таксону охранный статус «Виды, вызывающие наименьшие опасения» (LC).